# Перкуссия (медицина)

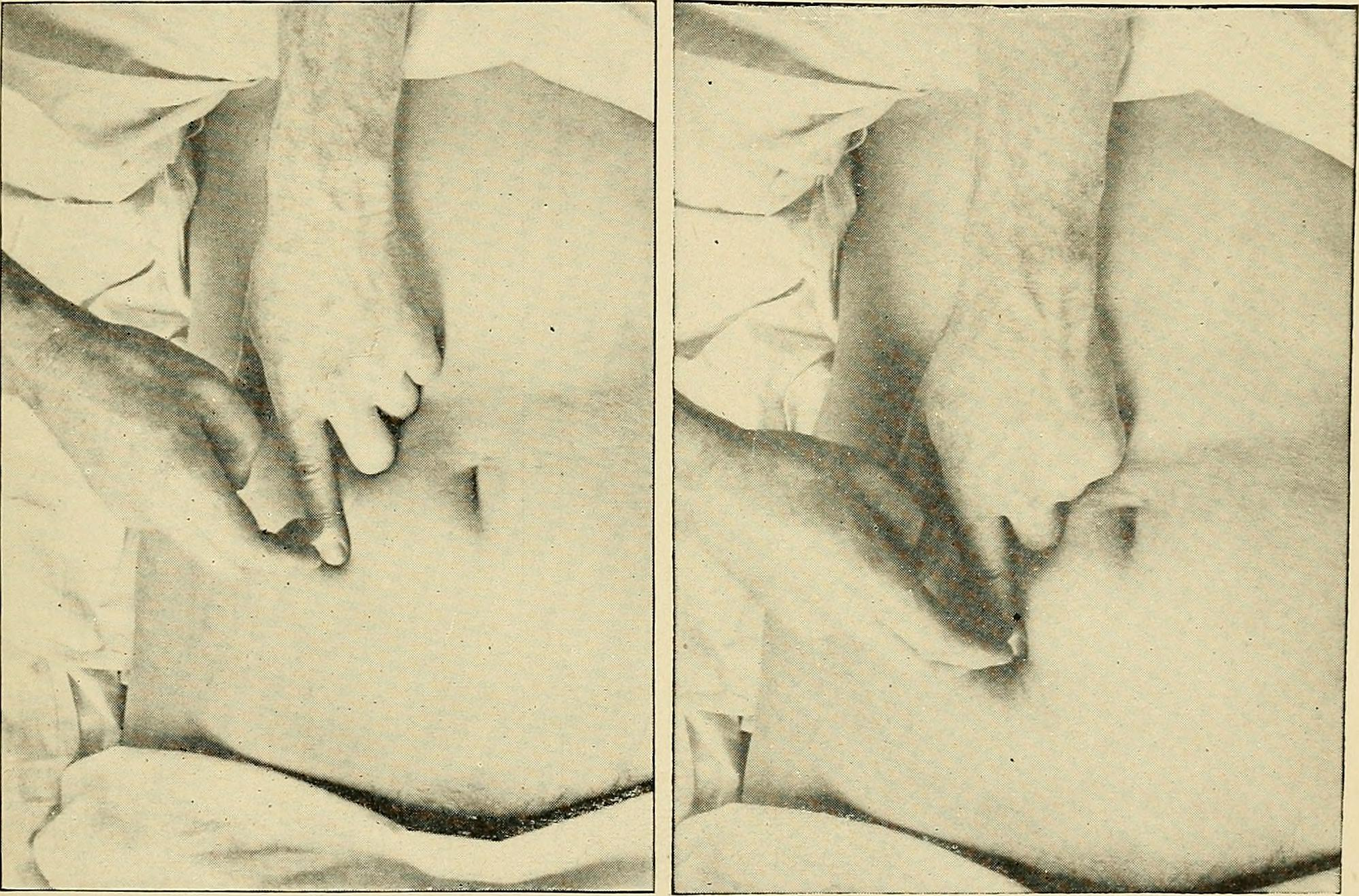
Опосредованная перкуссия живота постукиванием пальцем по пальцу-плессиметру. Слева глубокая перкуссия (по второй фаланге пальца-плессиметра), справа тихая перкуссия (по ногтевой фаланге)

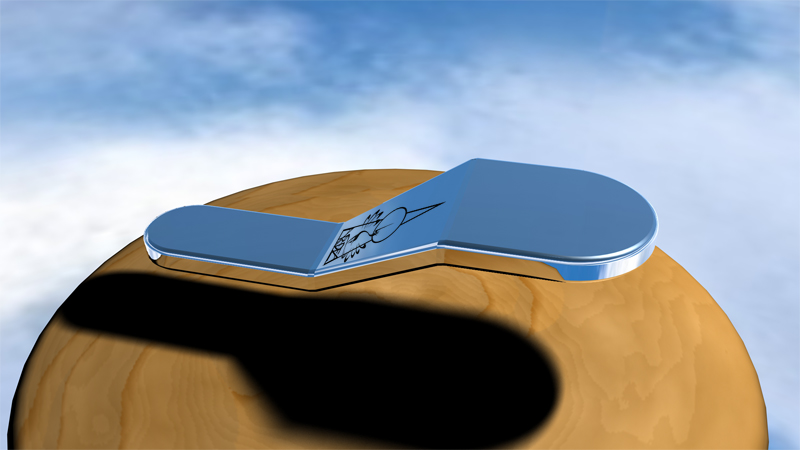
Металлический плессиметр, применяемый при перкуссии молоточком

Перку́ссия (от лат. percussio «простукивание») — физикальный метод медицинской диагностики, заключающийся в простукивании определённых участков тела и анализе звуков, возникающих при этом.
По характеру звука врач определяет топографию внутренних органов, физическое состояние и отчасти их функциональное состояние.

## Историческая справка
Перкуссию как самостоятельный метод изобрёл австрийский врач Леопольд Ауэнбруггер, окончивший Венский университет и в 1752 году получивший степень доктора.
В 1761 году он издал на латинском языке книгу «Inventum novum ex percussione thoracis humani ut signo abstrusos interni pectoris morbos detegendi» («Новый способ, как при помощи выстукивания грудной клетки человека обнаружить скрытые внутри груди болезни»).
Примечательно, что работа Леопольда Ауэнбруггера интересна чётким, современным принципом синдромного анализа клинической картины. На русский язык эта книга была переведена в 1961 году. Л. Ауенбруггер использовал непосредственную перкуссию пальцами, сложенными в виде пирамиды.
Открытие метода было встречено коллегами с недоверием. В 1770 году Шасаньяк перевёл на французский язык книгу Л. Ауенбруггера, однако его метод ещё широко не использовался. В 1808 году знаменитый лейб-медик Наполеона I Ж.-Н. Корвизар вновь перевёл книгу Л. Ауенбруггера, дополнив её своими наблюдениями, и способствовал внедрению перкуссии в практику врачебной диагностики.
Развитие методики перкуторного исследования шло в направлении совершенствования техники перкуссии, с одной стороны, изучения диагностических возможностей — с другой. Уже в 1826 году Пиорри предложил использовать для улучшения качества перкуторного звука плессиметры — пластинки из различных материалов. Перкуссия стала пальцеплессиметровой. В 1846 году Винтрих (Wintrich) предложил использовать перкуссионный молоточек, и перкуссия стала инструментальной. Молоточки и плессиметры различных форм и из различных материалов использовались до середины позапрошлого столетия. Бимануальная перкуссия использовалась Г. И. Сокольским (1835). При этом плессиметром служили пальцы левой руки, а молоточком — 2-3 пальца правой руки.
Пальце-пальциевой перкуссия стала чуть позднее (C. Gerhardt). В её классическом варианте используются средние пальцы: левый в качестве плессиметра, а правый — в качестве молоточка. В таком виде перкуссия сохранилась до наших дней. Глубокая, поверхностная, минимальная, пороговая, пальпаторная — разновидности методики перкуссии, направленные на повышение точности измерения внутренних органов.
В России с 1817 года перкуссию преподавал профессор Ф. Уден (1754—1823). В 1825 году в Санкт-Петербурге был издан первый учебник по общей семиологии Прохора Чаруковского, где рассматривается перкуторное исследование органов грудной клетки в специальном параграфе.

## Физическое обоснование перкуссии
Физические основы перкуссии заключаются в отражении звуковых волн на границе сред (органов) с разной плотностью, звукопоглощении и явлениях их резонации в замкнутых полостях, наполненных газами.
Физическое обоснование перкуссии было дано чешским врачом Йозефом Шкодой в 1839 году. Звуки можно разделить на тоны и шумы. Чистый тон — условное понятие. Это колебание одной амплитуды и частоты. В природе чистые тоны не встречаются.
Шум представляет собой сумму различных по свойствам звуков, где нельзя выделить основной тон. В практике диагностического исследования врач чаще имеет дело с шумами, но во многих случаях звуки принято называть тонами, в особенности если есть возможность выделить четыре основных свойства звуков: 1-е — силу; 2-е — высоту; 3-е — длительность звучания и 4-е — звукоподобность.
Сила, или громкость, звука определяется амплитудой колебания эластичной структуры.
Высота звука — это соответствие звукам основного музыкального звукоряда, которое определяется частотой колебания.
Длительность звука определяется временем звучания.
Звукоподобность — это степень приближения звука к музыкальному.
Чем ближе звук к тону, тем длиннее его звучание, тем более чётко дифференцируется его высота. При одинаковой силе перкуторного удара высокие звуки тише и короче, а низкие — громче и продолжительнее.
Существует три основных перкуторных звука: громкий или ясный лёгочный, в норме получаемый при выстукивании грудной клетки над лёгкими, тихий или тупой, выслушиваемый при перкуссии мягких, безвоздушных неупругих органов, и тимпанический, напоминающий звук от удара в барабан, который получают при выстукивании содержащих воздух гладкостенных полостей и полых органов, содержащих воздух.

## Виды перкуссии
Различают непосредственную и посредственную перкуссию. Непосредственная производится простукиванием молоточком (пальцем), а посредственная состоит в том, что перкуторный удар наносится молоточком по плессиметру или пальцем по пальцу-плессиметру.
Конкретное практическое значение имеет разделение перкуссии на глубокую и поверхностную. Глубина перкуссии определяется силой перкуторного удара. Чем сильнее перкуторный удар, тем более глубоко энергия колебания проникает в изучаемый орган. Таким образом, глубокая перкуссия — это громкая, а поверхностная — тихая. Кроме того, существует также тишайшая перкуссия. С помощью глубокой перкуссии можно диагностировать физическое состояние органа в глубоких отделах. Однако, 6-7 см — это предел диагностических возможностей перкуссии.
Перкуссия может быть пальпаторной, если к слуховому анализатору звука добавляется осязательное ощущение резистентности тканей перкуторной волне. Перкуссия может быть при этом и глубокой, и поверхностной.

### Топографическая перкуссия лёгких
Определение топографии лёгких требует поверхностной, тихой перкуссии.
1. Определение высоты верхушки лёгких спереди.
2. Определение высоты верхушки лёгких сзади.
3. Определение ширины полей Кренига — зона лёгочного перкуторного звука над верхушками.
4. Определение нижних границ лёгких — перкуссию проводят по всем линиям сверху вниз.
5. Определение подвижности нижнего края лёгких

### Сравнительная перкуссия лёгких
Сравнительная перкуссия проводится с целью выявления существенного изменения физических свойств лёгких.
1. Над передними отделами лёгких.
2. Над боковыми отделами лёгких.
3. Над задними отделами лёгких.
4. Гамма звучности — это распределение лёгочного звука по громкости, продолжительности и высоте над задними и передними отделами лёгких.

### Перкуссия сердца
При исследовании сердца используют пальпаторную перкуссию.
1. Границы относительной тупости сердца — фактически являются его границами, точнее, проекцией контура сердца на переднюю грудную стенку.
2. Высота стояния правого атриовазального угла — используется поверхностная перкуссия. Притупление звука на уровне атровазального угла дают структуры сосудистого пучка, в частности верхняя полая вена и близко расположенная аорта.
3. Границы абсолютной тупости сердца — не прикрытая лёгкими часть сердца.
4. Измерение ширины сосудистого пучка.

### Перкуссия органов живота
1. Перкуссия желудка — низкий тимпанический звук, а над кишечником высокий.
2. Определение границ печени
3. Определение границ селезёнки.